# 拉普拉塔战役
拉普拉塔战役是指1957年1月17日在古巴马埃斯特腊山脉中的沿海村庄拉普拉塔发生的一场战斗，属于古巴革命期间的战役。该战役因是继格拉玛号登陆后起义军的首次战斗而著名，格拉玛号登陆对起义军来说是一次成功，而此前他们在阿莱格里亚德皮奥战役中遭受惨重失败，绝大多数起义军成员被杀死、受伤或被俘。